# Nejkovo
Nejkovo (bulgariska: Нейково) är ett distrikt i Bulgarien.   Det ligger i kommunen Obsjtina Kotel och regionen Sliven, i den centrala delen av landet, 250 km öster om huvudstaden Sofia.
I omgivningarna runt Nejkovo växer i huvudsak lövfällande lövskog. Runt Nejkovo är det ganska tätbefolkat, med 96 invånare per kvadratkilometer.